# 捲心菜

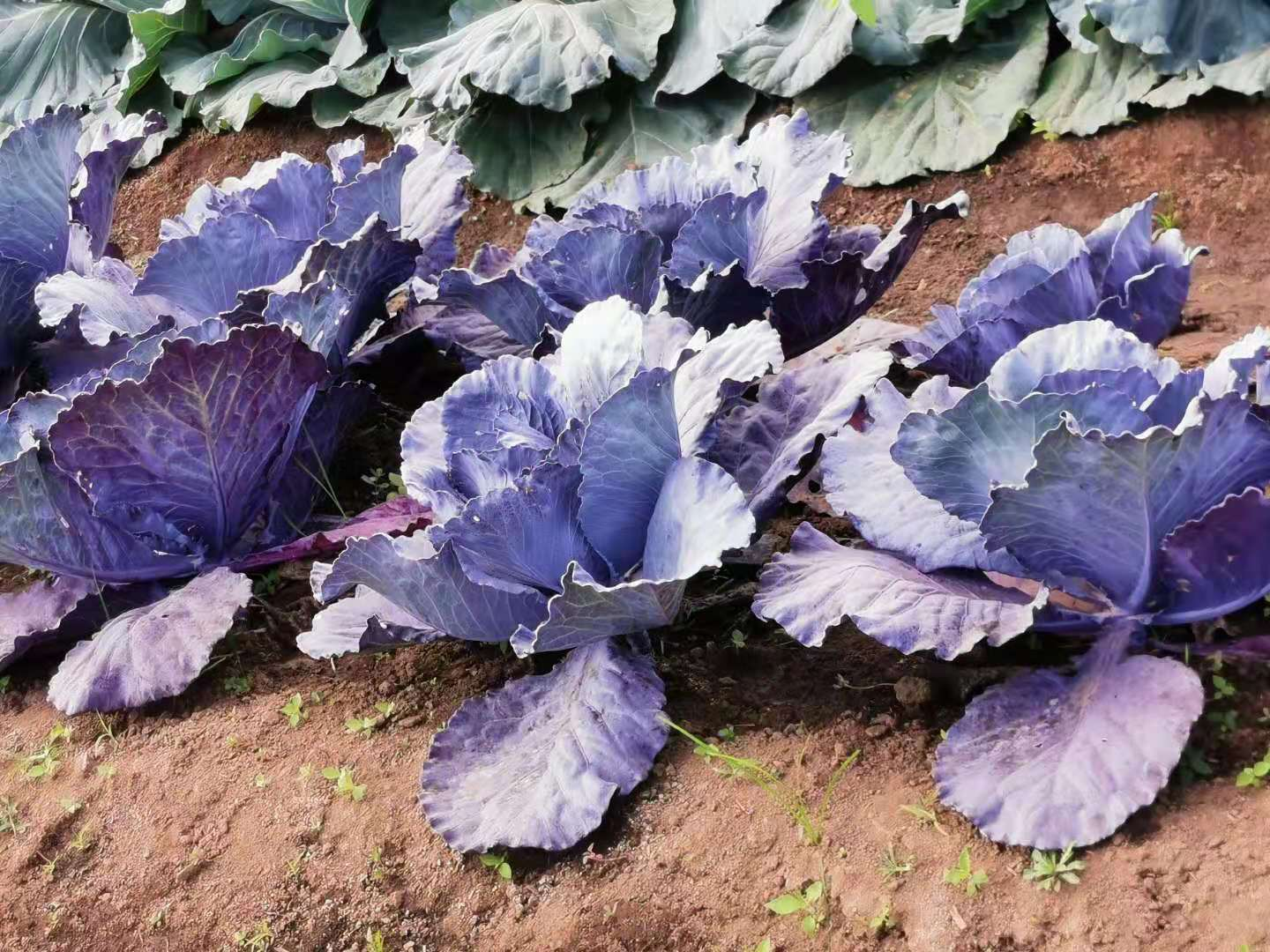
紫色高麗菜

（學名：Brassica oleracea var. capitata）为甘藍的变种，植物學上稱结球甘蓝、球叶甘蓝，是一種常見蔬菜；俗名又稱洋白菜、圓白菜、球白菜、大头菜、莲花菜、疙瘩白，山西、陕西、四川等地区亦称莲花白、花白、茴子白或包包白，廣東部分地區亦稱椰菜或包菜，云南地区亦称莲花白或包白菜，閩南地區及臺灣習稱高麗菜或甘藍菜，也有人稱包心菜或玻璃菜。

## 形态
二年生草本，卵圆形厚叶片，叶柄短；外层叶片有黄绿、深绿或蓝绿色；内层叶片（心叶）颜色较淡黄、黄白或白色，且抱合成球状，称作“叶球”。按卷心（叶球）形状分“尖头形”（尖球形、圆锥形）、“平头形”（扁球形）、“圆头形”（圆球形）三种。叶球采收后，切口附近还会新发侧芽，俗称“甘蓝芽”，甜脆细嫩。
結球甘藍為完全花，雌雄同株。

## 历史
結球甘藍起源於地中海沿岸，古希臘人和古羅馬人已廣泛種植，至中世紀大航海時代以後廣泛傳遍世界。

### 台灣
高麗菜由荷蘭人傳入荷屬台灣，台語稱為「高麗菜」，源自結球甘藍的荷蘭語「Kool」。清乾隆《續修台灣府志》卷十七中稱為「番芥藍」（hoan-kè-nâ）、「番牡丹」。高麗菜可以生吃、醃漬、清炒、煮湯，料理百變又百搭，是台灣家庭食用量最大的國民蔬菜，清脆口感深受許多人喜愛，尤其冬天吃火鍋、薑母鴨、麻油雞等，一定要加高麗菜。很多農民在二期稻作收成後，就會選擇種植短期產量高的高麗菜。但高麗菜種植往往超量，容易造成市場價格崩壞。

## 營養價值
結球甘藍营养相當豐富，含有大量维生素C、纤维素、碳水化合物和各种矿物质。除此以外結球甘藍还含有俗稱為「維生素U」的S-甲基甲硫胺酸，S-甲基甲硫胺酸是抗溃疡因子，并具有分解亚硝酸胺的作用。結球甘藍裡的吲哚（indole）能改變雌激素的代謝，降低乳癌風險，其所含有的異硫氰酸鹽，可降低致癌物的毒性，有效預防肺癌和食道癌。結球甘藍中含有的蘿蔔硫素，則是功能強大的抗氧化物，可以增強體內酵素的解毒能力，也是維生素C和植物纖維的良好來源。

## 流行文化
- 在日本电视动画《夜明前的琉璃色》中，一个高麗菜被绘画成“青绿色的圆形球体”，被不少观众称为“同心圓高麗菜”，成为作画崩坏的一个经典例子。[6]

## 備註
1. ↑  并非“芽甘蓝”（抱子甘藍）